# Пјеховице
Пјеховице (пољ. Piechowice) град је у Пољској у Војводству доњошлеском. По подацима из 2012. године број становника у месту је био 6508.

## Становништво
| 2012. |
| ----- |
| 6.508 |